# Hunters Hollow
Hunters Hollow är en ort i Bullitt County, Kentucky, USA. År 2000 hade orten 372 invånare. Den har enligt United States Census Bureau en area på 0,2 km², allt är land.